# Trigomphus anormolobatus
Trigomphus anormolobatus är en trollsländeart som beskrevs av Aleksandr Nikolaevich Bartenev 1911. Trigomphus anormolobatus ingår i släktet Trigomphus och familjen flodtrollsländor. Inga underarter finns listade i Catalogue of Life.